# Gare de Blanzy-Poste
Ne doit pas être confondu avec Gare de Blanzy.
La gare de Blanzy-Poste, anciennement gare de Blanzy ou gare de Blanzy-les-Mines, qui a été renommée afin de la distinguer de la halte de Blanzy, est une gare ferroviaire française, fermée aux voyageurs et ouverte aux marchandises, située rue de la Gare, sur le territoire de la commune de Blanzy, dans le département de Saône-et-Loire, en région Bourgogne-Franche-Comté.
Ouverte en 1861 par la Compagnie des chemins de fer de Paris à Lyon et à la Méditerranée (PLM), elle est fermée au service des voyageurs en 1997 par la Société nationale des chemins de fer français (SNCF).

## Situation ferroviaire
Établie à 295 mètres d'altitude, la gare de Blanzy-Poste est située au point kilométrique (PK) 99,662 de la ligne du Coteau à Montchanin entre les gares ouvertes de Blanzy et de Montchanin.

## Histoire

### Gare de Blanzy ou Blanzy-les-Mines
La « gare de Blanzy » est mise en service le 21 septembre 1861 par la Compagnie des chemins de fer de Paris à Lyon et à la Méditerranée (PLM), lorsqu'elle ouvre à l'exploitation la première section de Montceau-les-Mines à Chagny, de sa « ligne de Chagny à Moulins ». La gare est établie à environ un kilomètre du bourg, au hameau de Fyole, à la demande des industriels et notamment de la Compagnie des mines de Blanzy, bien que la Compagnie PLM ait initialement acheté un terrain à Blanzy, « joignant le champ de foire et la route n°80 », pour cet usage,.
Dès l'ouverture de la gare son emplacement est contesté par la population et lors des élections de 1865 la municipalité qui avait accepté l'emplacement actuel est « renversée » par une nouvelle équipe en phase avec l'indignation des habitants face au refus de la Compagnie pour changer la gare d'emplacement. Cette opposition prend de l'ampleur avec un vœu déposé en 1881 par trente-neuf membres du Conseil général. Il demande : qu'à l'occasion de la pose de la deuxième voie, que la gare soit transférée en argumentant sur le fait que ses recettes seraient meilleures et qu'une souscription est en cours pour soutenir ce projet. En 1882, un nouveau vœu vient de nouveau soutenir les habitants et la municipalité.

La gare vers 1900
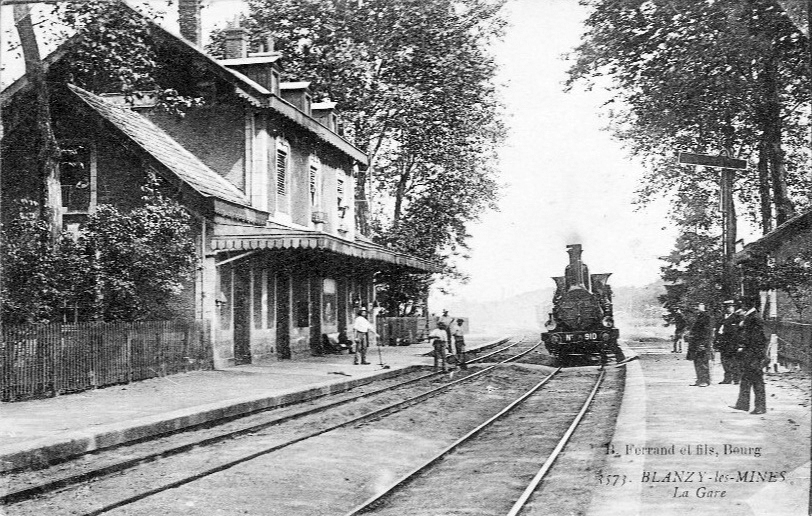
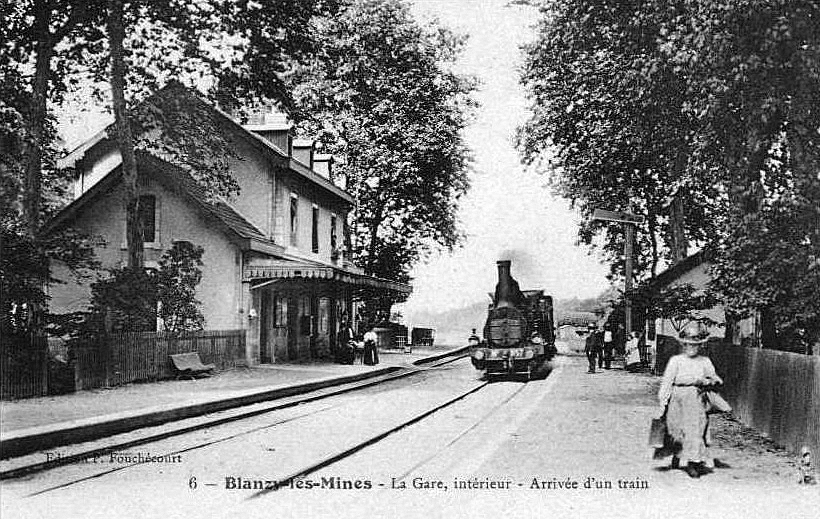

Après la création de la Société nationale des chemins de fer français (SNCF), en 1938, la ligne prend le nom de ligne du Coteau à Montchanin, n°769000.
Le 28 septembre 1997 la gare est fermée au service des voyageurs, remplacée par la halte renommée gare de Blanzy alors qu'elle est elle-même renommée gare de Blanzy-Poste.

## Service des voyageurs
Gare fermée à ce service et remplacée sur la commune par l'ancienne halte de Blanzy.

## Service des marchandises
Gare ouverte notamment du fait de sa connexion par un embranchement particulier avec l'usine Michelin.

## Patrimoine ferroviaire
Le bâtiment voyageur d'origine, fermé, est toujours présent sur le site.